# カレロ＝フィン・ソビエト社会主義共和国

カレロ＝フィン・ソビエト社会主義共和国
Karjalais-suomalainen sosialistinen neuvostotasavalta (フィンランド語)
Карело-Финская Советская Социалистическая Республика (ロシア語)

国歌: 
Karjalais-suomalaisen sosialistisen neuvostotasavallan hymni（フィンランド語）
カレロ＝フィン・ソビエト社会主義共和国の国歌

カレロ＝フィン・ソビエト社会主義共和国

カレロ＝フィン・ソビエト社会主義共和国（カレロ＝フィン・ソビエトしゃかいしゅぎきょうわこく、フィンランド語: Karjalais-suomalainen sosialistinen neuvostotasavalta、露: Карело-Финская Советская Социалистическая  Республика）、略称でカレロ＝フィン共和国（カレロ＝フィンきょうわこく）は、1940年から1956年まで存在した、ソビエト社会主義共和国連邦の構成共和国の一つ。1956年ロシア共和国に編入され、カレリア自治共和国に降格した。

## 歴史・概要
カレロ＝フィン・ソビエト社会主義共和国（カレロ＝フィンまたはカレロ・フィン共和国）は、1940年3月31日にカレリア自治ソビエト社会主義共和国とフィンランド民主共和国が合併して12番目のソ連構成共和国として成立した。フィンランド民主共和国は、冬戦争（ソ・フィン戦争、1939年11月30日 - 1940年3月13日）の後、1940年3月12日に締結されたモスクワ講和条約に従い、ソ連の占領した国境地帯（カレリア地峡、ラドガ・カレリおよびヴィープリ、ソルタヴァラの二都市を含む）の町テリヨキ（現在のゼレノゴルスキ）に樹立された傀儡政権である。ソ連占領地区に組み込まれたカレリアの住民中、約42万2000人がソ連の支配を嫌って脱出した（カレリア・フィンランド人避難 Evacuation of Finnish Karelia）。そして、その後を埋めるようにソ連国内の他の地域から住民が移住させられた。
1941年「継続戦争」（第2次ソ・フィン戦争）でフィンランド軍はソ連占領地を奪還した。しかし1944年ソ連軍は反攻に転じ再びカレリアを占領した。最終的にモスクワ休戦協定とパリ平和条約で再び、フィンランドは同地域をソ連に割譲することとなり、カレリアのフィンランド人は再び、亡命する者が相次いだ。軍事的観点からヴィボルグ（旧ヴィープリ）を含むカレリア地峡は、カレロ＝フィン共和国からレニングラード州へ移管した。しかし、ラドガ・カレリアはカレロ＝フィン共和国の一部に残された。
1956年7月16日カレロ＝フィン共和国は、ロシア共和国に編入されロシア共和国を構成するカレリア自治ソビエト社会主義共和国（カレリア自治共和国）となった。1991年11月13日ロシア連邦を構成する共和国となり「カレリア共和国」を名乗った。

## 政治
カレロ＝フィン共和国の国家元首は、ソビエト制度により最高会議幹部会議長である。最高会議幹部会議長職は、1940年から1956年のロシア共和国編入まで、フィンランド出身の共産主義者で理論家として知られたオットー・クーシネンが勤めた。1940年代、カレロ＝フィンSSR共産党を指導したのは、ゲンナジー・クプリヤノフ第一書記であった。

## 最高会議幹部会議長
| 氏名                 | 就任          | 辞任          |
| -------------------- | ------------- | ------------- |
| マルク・ゴルバチョフ | 1940年3月31日 | 1940年7月11日 |
| オットー・クーシネン | 1940年7月11日 | 1956年7月16日 |

## 人民委員会議議長（1946年閣僚会議議長に改称）
| 氏名                           | 就任          | 辞任          |
| ------------------------------ | ------------- | ------------- |
| I・P・バプキン（代行）         | 1940年3月31日 | 1940年        |
| パーヴェル・プロッコネン       | 1940年        | 1947年2月     |
| ヴォルデマール・ヴィロライネン | 1947年2月     | 1950年2月24日 |
| パーヴェル・プロッコネン       | 1950年        | 1956年7月16日 |